# Мукачево (футбольний клуб)
Футбольний клуб «Мукачево» — український аматорський футбольний клуб з однойменного міста Закарпатської області, заснований у 2007 році. Виступає у Чемпіонаті та Кубку Закарпатської області. Домашні матчі приймає на стадіоні СОК ДЮСШ імені Василя Турянчика

## Історія
Футбольний клуб заснований у 2007 році.

## Досягнення
- Чемпіонат Закарпатської області
  - Чемпіон: 2007, 2008, 2012
  - Срібний призер: 2011
  - Бронзовий призер: 2009
- Кубок Закарпатської області
  - Фіналіст: 2007, 2010
- Суперкубок Закарпатської області
  - Володар: 2007, 2011
  - Фіналіст: 2008,2009